# Tarja (revista)
Tarja fue una revista cultural argentina, editada en San Salvador de Jujuy entre 1955 y 1960. Fue creada y dirigida por el artista plástico Medardo Pantoja y los escritores Mario Busignani, Jorge Calvetti, Andrés Fidalgo y Néstor Groppa.

## Características generales
Su tamaño y diseño general casi no tuvo alteraciones desde su primer número (noviembre-diciembre de 1955) hasta el último (número 16, julio de 1960). Las tapas incluían el nombre y número de la revista, y una imagen variable, a cargo de diferentes artistas plásticos invitados. Tenía secciones fijas: el editorial (tarja), ensayos (Plática), comentarios bibliográficos (Publicaciones), rescate de textos de escritores argentinos (La Red); y, sin título específico, una dedicada a fragmentos ilustrados de textos del pasado ─generalmente anterior a la constitución moderna del Estado argentino─ y otra que incluía poesías e ilustraciones de niños de Jujuy.
La diagramación fue muy prolija, destacándose la inclusión cuidada de grabados, dibujos y pinturas, en su mayoría en consonancia con el discurso de revalorización de los trabajadores y la cultura local que llevó adelante la revista.
Cada ejemplar incluyó una separata, de un tamaño ligeramente menor, a modo de póster coleccionable, constituido por un poema y una obra pictórica. 

#### El título
La palabra “tarja”, en desuso en la variante rioplatense del castellano, tenía un sentido particular en Jujuy: era el trazo o signo que se asentaba en los registros laborales diarios:
«Convenimos en dar a esta palabra el significado corriente con que se la usa aquí: marca que indica el día de trabajo cumplido; faena concluida y asentada en la libreta de jornales»
Esa ligazón con el mundo laboral campesino y la fuerte impronta local motivaron que fuese elegida por los directores para identificar tanto su revista como la asociación cultural que formaron. 

#### Colaboraciones
La lista de colaboradores incluye escritores y artistas de gran parte de Argentina, con énfasis en los pertenecientes al Noroeste argentino: Héctor Tizón, Pompeyo Audivert, Mario Jorge de Lellis, Lino Enea Spilimbergo, Jaime Dávalos, Carlos Torrallardona, Manuel J. Castilla, Abraham Vigo, Raúl Galán, Víctor Rebuffo, Carlos Mastronardi, Juan Carlos Castagnino, Libertad Demitrópulos, Joaquín Giannuzzi, Luis Pellegrini, Nicandro Pererya, Carlos Alonso, Raúl Aráoz Anzoátegui ,Guillermo Orce Remis, Héctor Di Mauro, Raúl Soldi, León Benarós, Laura Oyuela de Pemberton, Domingo Zerpa, Francisco Ramón Díaz ,Gertrudis Chale, Carlos E. Figueroa, Félix Infante, Álvaro Yunque, José Antonio Casas, Gastón Gori, César Corte Carrillo, entre otros.

## Libros
A partir de la revista, se desarrolló la editorial Tarja. Hasta entonces, la edición de libros en Jujuy era escasa y discontinua. Tarja alcanzó a publicar seis títulos:
- AAVV, Suplemento de Poesía Inédita (1957 -distribuido gratuitamente entre los suscriptores)
- Calvetti, Jorge, Libro de homenaje (1957)
- Groppa, Néstor, Indio de carga (1958)
- Busignani, Mario, Imágenes para un río (1960)
- Fidalgo, Andrés, La copla (1958) y Elementos de póetica (1961)

La importancia de la editorial Tarja es que funcionó como precursora del sello editorial local Buenamontaña, uno de los más longevos del país, dirigido por Néstor Groppa.  

## Valoración
Tarja es considerada una de las revistas más importantes originadas en la región del NOA. Sus páginas contribuyeron al desarrollo de la literatura moderna regional, un proceso que tuvo en el grupo La Carpa un antecedente importante. Además, propició una serie de actividades culturales, entre las que se destaca la creación de la compañía de títeres El Quitupí.
En 1989 se publicó una edición facsimilar de la revista, a través de la editorial de la Universidad de Jujuy; en 2002, la Secretaría de Cultural de la Nación, junto al sello Catálogos, publicó un compilado de Tarja, seleccionados y comentados por la investigadora Alicia Poderti.